# Utica, Tunisien
Utica (feniciska Utica) var en fenicisk stad i Nordafrika.
Den historiska staden Utica är en arkeologisk plats i norra Tunisien cirka 33 kilometer nordöst om huvudstaden Tunis i gouvernorat (provins) Bizerte.

## Historia
Utica grundades troligen redan på 1100-talet f.Kr. enligt Plinius den äldre och är därmed en av de äldsta feniciska hamnstäderna i Afrika. Staden slöt upp på romarnas sida i det tredje puniska kriget och blev efter Karthagos fall huvudstad i den romerska provinsen Africa terra åren 146-25 f.Kr. Cato den yngre dog i Utica år 46 f.Kr. efter strider vid slaget om Thapsus. Staden upplevde en ny blomstringstid på 200-talet men förtvinade på 300-talet.

## Staden
Vid grundandet låg staden vid floden Bagradas (idag Medjerda, Tunisiens längsta flod) mynning och var ett centrum för sjöhandeln på grund av sitt geografiska läge. Detta medförde tidvis förbund och tidvis fiendskap med Karthago. Med tiden blev floden grundare och Utica förlorade sin betydelse. Numera ligger området cirka 10 kilometer från kusten.
Utica var, tillsammans med Hadrumetum (nuvarande Sousse), Karthago, Kerkuan och Leptis Magna en av de viktigaste puniska städerna i Fenicien.

## Galleri

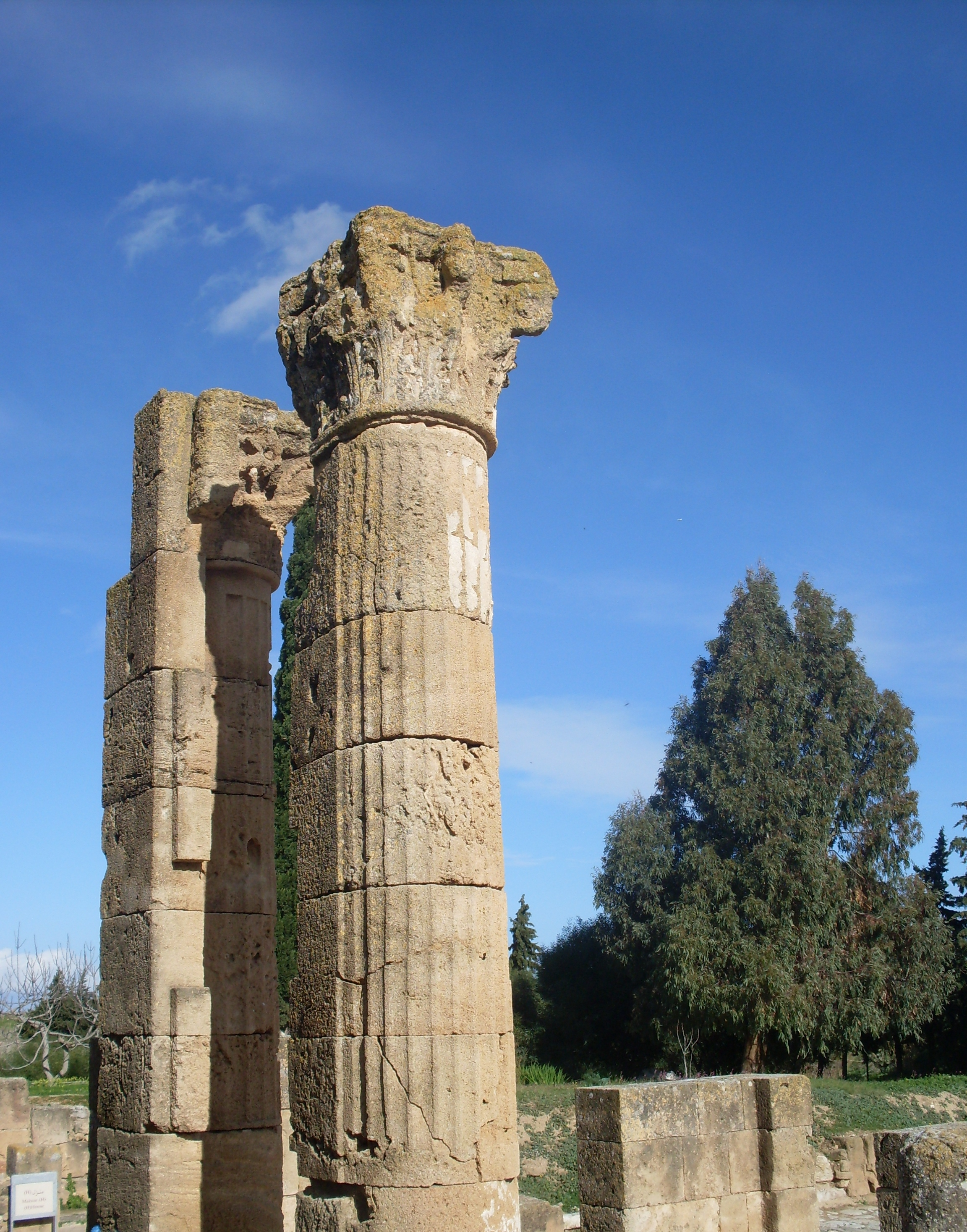
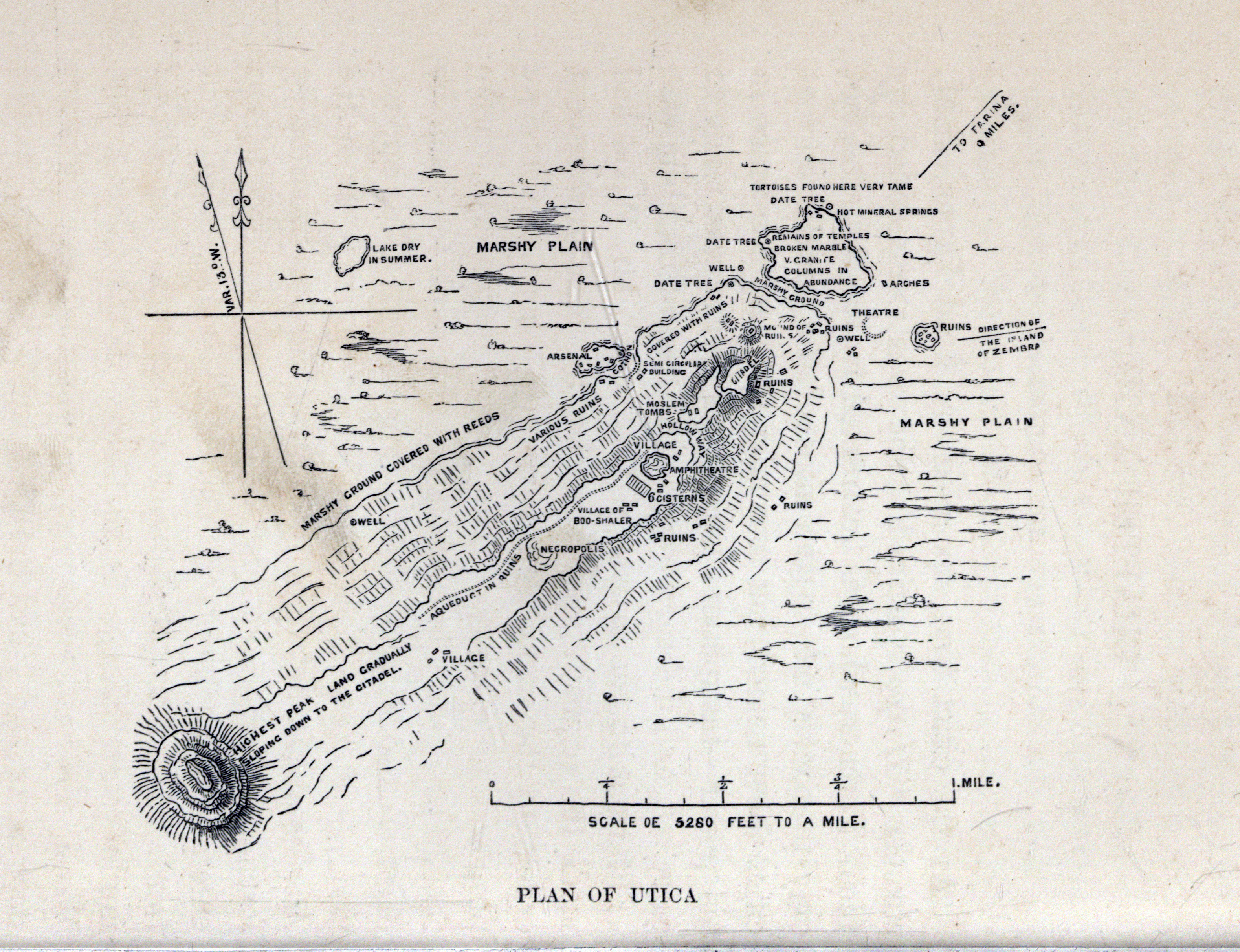
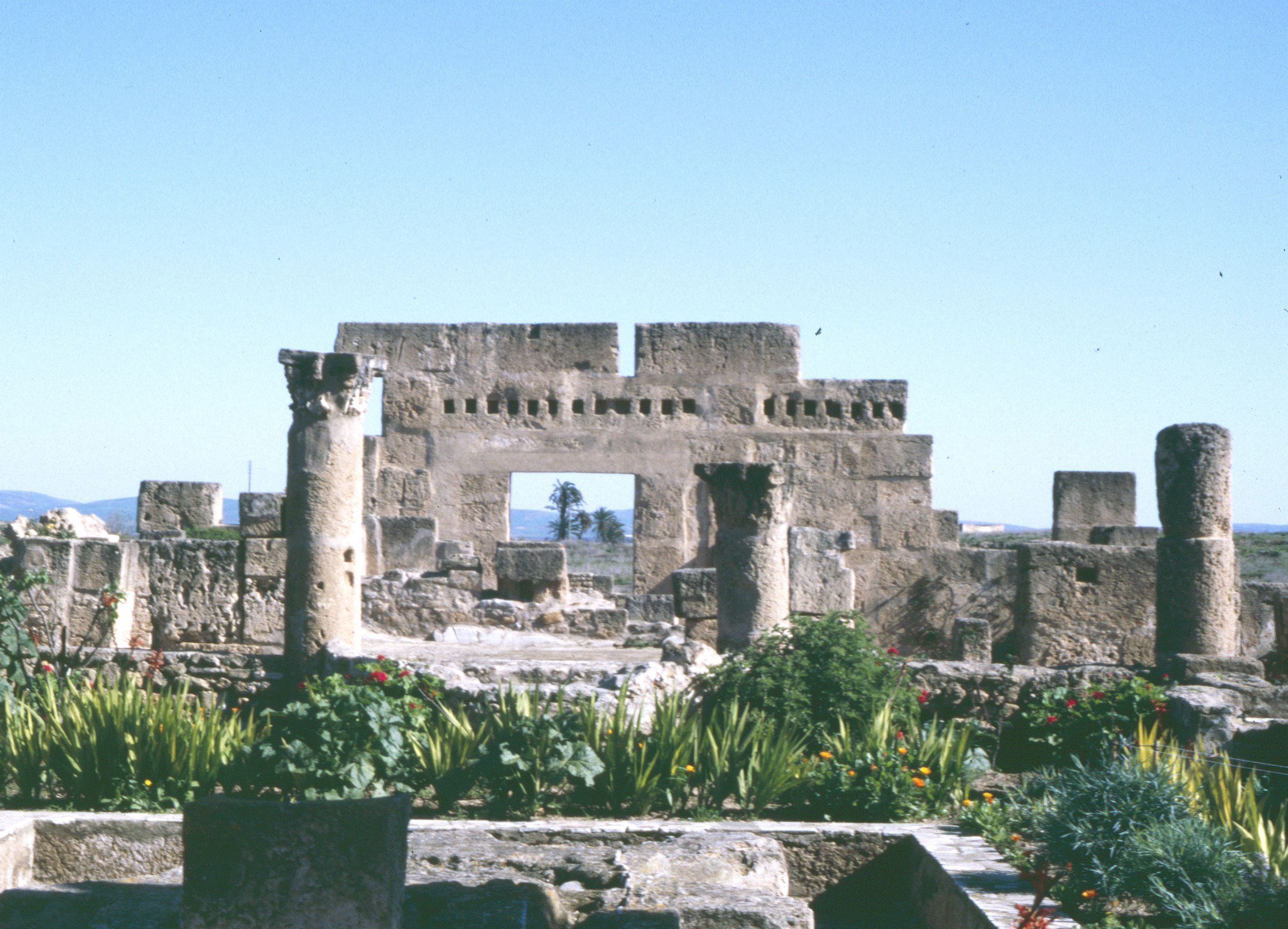
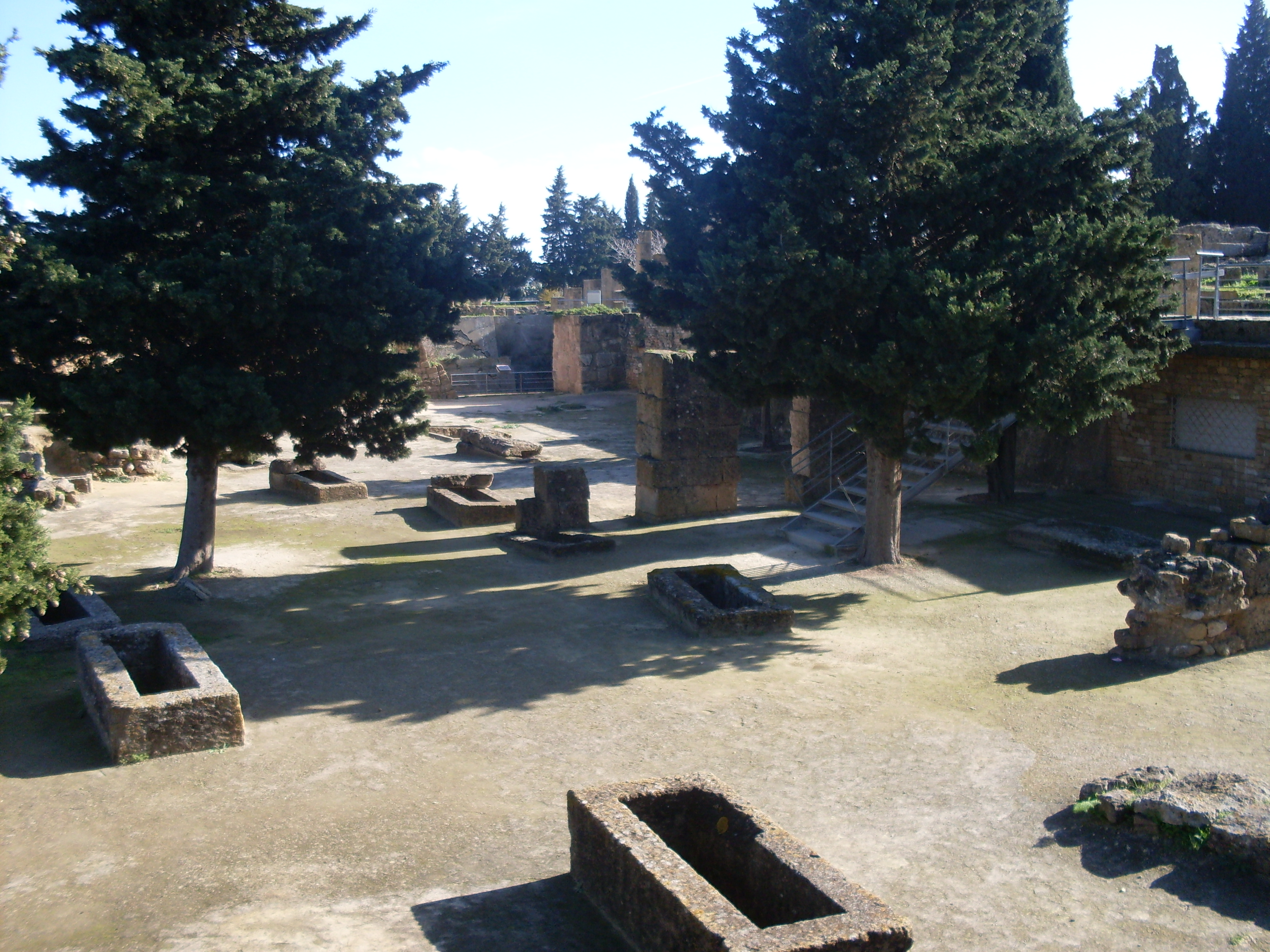
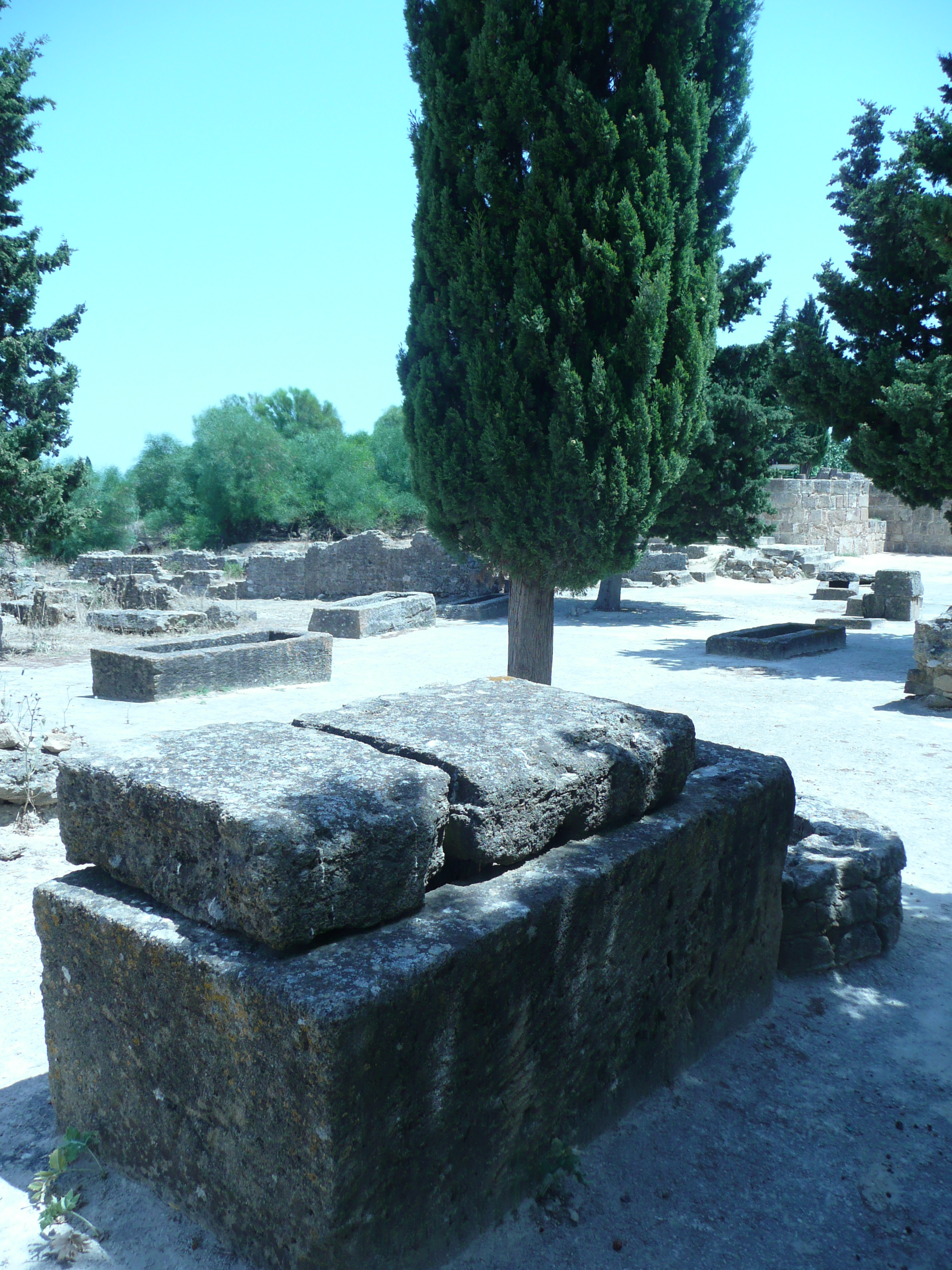